# Angara (fusée)
Pour les articles homonymes, voir Angara (homonymie).

Schéma des différentes versions du lanceur Angara.

Les lanceurs Angara (en russe : Ангара, d'après une rivière de Sibérie) sont une famille de fusées russes du XXie siècle, qui prennent notamment la suite du lanceur lourd Proton dont le retrait est programmé à cause de son utilisation d'ergols très toxiques.
Toutes les configurations du nouveau lanceur sont construites autour d'un premier étage commun URM-1 (Universal Rocket Module) propulsé par un moteur RD-191 de 196 tonnes de poussée, brûlant un mélange de kérosène et d'oxygène liquide. L'ajout de deux ou quatre URM accrochés à l'URM central et l'utilisation d'étages supérieurs plus ou moins puissants permettent d'obtenir une famille de lanceurs pouvant placer en orbite basse un engin spatial de 2  à   25 tonnes selon la configuration retenue. Les lanceurs Angara sont lancés depuis un nouveau pas de tir construit sur la base de lancement de Plesetsk, en Russie. L'utilisation du nouveau lanceur doit permettre de réduire la dépendance de la Russie vis-à-vis du Kazakhstan sur le territoire duquel est situé le cosmodrome de Baïkonour d'où sont lancées un grand nombre de fusées.

## Contexte: La dissolution de l'Union soviétique
La dissolution de l'Union soviétique, qui intervient le 25 décembre 1991, aboutit à la formation de plusieurs états indépendants. Les répercussions sur le programme spatial soviétique, repris pour l'essentiel par la Russie, sont particulièrement graves. Une partie importante de l'industrie spatiale et des infrastructures spatiales se retrouvent à l'extérieur des frontières de la Russie, en particulier en Ukraine et au Kazakhstan : les lanceurs légers Cosmos-3M et Tsiklon (charge utile 3/4 tonnes) ainsi que le lanceur moyen Zenit-2 (de 13–14 tonnes) sont construits en Ukraine tandis que la principale base de lancement russe, Baïkonour, se trouve désormais sur le territoire du Kazakhstan. Peu après la dissolution de l'Union soviétique, le président Boris Eltsine réorganise le programme spatial en créant deux nouvelles organisations : l'Agence spatiale russe (RKA) est chargée de l'activité purement civile, à l'image de la NASA, tandis que les Forces spatiales de la fédération de Russie (VKS) ont la responsabilité du programme spatial militaire.
La situation de dépendance dans laquelle se situe désormais l'industrie spatiale russe est jugée inacceptable par les nouveaux responsables. Dès août 1992, le dirigeant du VKS appelle à la création de nouveaux lanceurs. Le 15 septembre de la même année, le gouvernement publie un décret qui lance un appel d'offres pour la réalisation de trois nouveaux lanceurs : le lanceur léger Neva, le lanceur intermédiaire Ienisseï et le lanceur lourd Angara,. Plusieurs autres facteurs poussent à développer de nouveaux lanceurs. Pour ne pas dépendre des lanceurs légers ukrainiens, la Russie fait désormais appel aux Soyouz et Proton surpuissantes pour placer en orbite les satellites légers entraînant un surcoût important. Or le lanceur lourd russe Proton utilise des ergols polluants, ce qui suscite des tensions avec le Kazakhstan lorsque les étages du lanceur retombent sur le territoire kazakh ; ce pays a également des exigences financières jugées parfois excessives par le gouvernement russe.

## Définition de l'architecture du lanceur

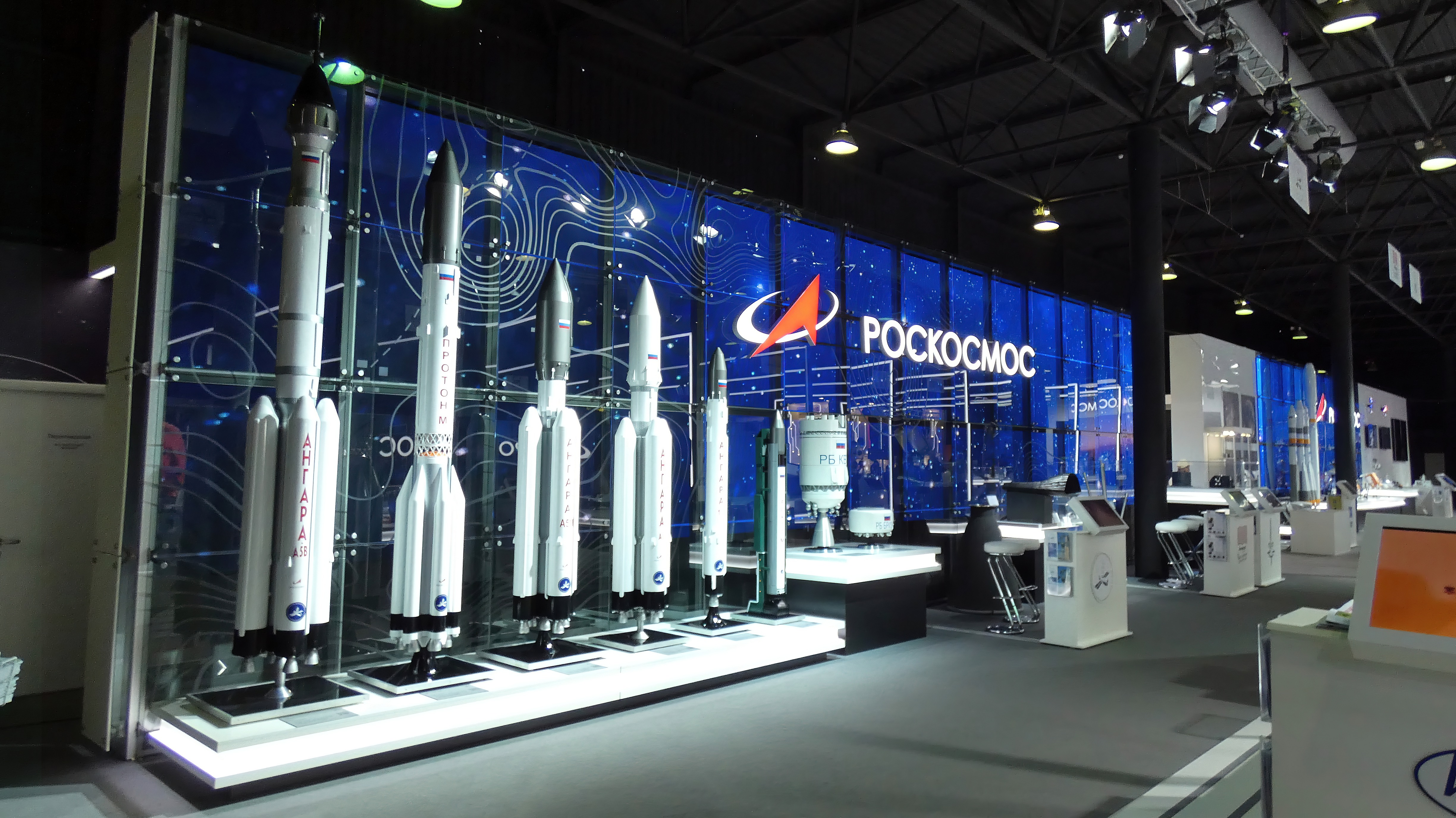
Fusées Angara.

### Sélection de la proposition de Krounitchev
Quatre constructeurs répondent à l'appel d'offres lancé le 15 septembre 1992 : RKK Energia, KB Saliout, TsSKB-Progress et GRTs Makeïev. Les experts militaires du VKS pré-sélectionnent les propositions de KB Saliout, constructeur du lanceur Proton, et de RKK Energia, constructeur de la fusée Energia chargée de placer en orbite la navette spatiale Bourane mais qui a été retirée du service après un unique vol réussi. Les candidats retenus doivent fournir une proposition détaillée d'ici fin 1994. Entre-temps, KB Saliout fusionne avec l'usine Khrounitchev pour former le GKNPZ Khrounitchev.
La proposition de RKK Energia, baptisée GK-6, réutilise en grande partie les composants développés pour le lanceur lourd Energia. Le premier étage est constitué de trois blocs en faisceau propulsés chacun par un moteur-fusée RD-180 tandis que le deuxième étage utilise un moteur-fusée RD-146. Les deux moteurs, qui doivent être développés par NPO Energomach, sont dérivés respectivement du RD-170 et du RD-120 de la fusée Energia et brûlent un mélange d'oxygène liquide et de kérosène.
Krounitchev propose de son côté une fusée, baptisée Angara-2, utilisant un premier étage propulsé par le moteur-fusée RD-170, tandis que le second étage, complètement nouveau, doit être propulsé par le RD-0120 également hérité d'Energia et brûlant un mélange d'hydrogène et d'oxygène liquide. La configuration, exotique, comprend des réservoirs suspendus accolés relativement haut sur le corps central pour semble-t-il pouvoir réutiliser les installations de lancement de la fusée Zenit.
Les deux projets sont évalués par les experts du VKS rattachés au centre de recherche TsNII-50. Les deux propositions sont jugées équivalentes sur le plan technique mais c'est le projet de Krounitchev qui est retenu en août 1994. Parmi les points forts cités figurent l'existence d'une chaîne de production de lanceur lourd (la Proton) et l'utilisation de moteurs-fusées déjà éprouvés. RKK Energia de son côté ne dispose pas d'une telle chaîne et doit développer de nouveaux moteurs : le RD-180 et les moteurs-verniers du second étage. Le lanceur de Krounitchev a une masse de 645 tonnes grâce au recours à l'hydrogène alors que celui d'Energia atteint 900 tonnes. Malgré le surcoût lié au recours à l'hydrogène, Krounitchev compte abaisser les coûts de lancement de 30 à 35% par rapport à une solution n'ayant pas recours à cet ergol.
Des critiques s'élèvent contre ce choix qu'ils attribuent au népotisme récurrent (la fille et le beau-frère du président Eltsine sont employés par Krounitchev) et aux relations tendues entre l'état-major d'Energia et les autorités militaires. La réalisation du programme, baptisé Angara, est lancée par un décret présidentiel passé en janvier 1995 qui lui attribue une priorité nationale. RKK Energia n'est pas complètement écarté : le VKS a décidé de lui confier le développement du deuxième étage car l'entreprise détient une expertise forte sur la propulsion cryogénique,.

### Abandon de l'hydrogène
RKK Energia progresse rapidement dans la définition des caractéristiques du deuxième étage du lanceur mais l'étude détaillée met en évidence que l'architecture retenue, en particulier le recours à l'hydrogène liquide, ne répond pas aux objectifs de coût et de fiabilité définis dans le cahier des charges défini par les responsables militaires. La masse à vide du second étage a été largement sous-estimée empêchant le lanceur de décoller ; le moteur RD-0120 doit donc être allumé durant le vol, ce qui impose sa modification en profondeur. L'envolée du coût de production de l'hydrogène liquide, du fait de l'effondrement de l'économie russe, a un impact direct sur la rentabilité des vols.
Compte tenu de ces problèmes, RKK Energia propose de revenir à sa proposition initiale. Mais Khrounitchev décide au contraire de revoir complètement l'architecture du lanceur en écartant complètement RKK Energia. Il propose désormais que le premier étage soit propulsé par un moteur-fusée RD-191 (qui n'existe alors que sur le papier) et qui est dérivé du RD-180 proposé au moment de l'appel d'offres par RKK Energia, qui entre-temps est entré en développement pour propulser le premier étage du lanceur américain Atlas V. Le recours à l'hydrogène au niveau de l'étage supérieur est abandonné. RKK Energia estime que les résultats de l'appel d'offres initial ne sont plus valides et écrit un courrier au président Eltsine demandant que l'appel d'offres soit relancé. Mais en ces temps de crise économique, Khrounitchev dispose de revenus réguliers (contrairement à son concurrent) grâce à la percée de son lanceur Proton sur le marché des lancements commerciaux, et la société bénéficie d'un soutien politique. Khrounitchev propose une famille de lanceurs modulaires ayant une capacité comprise entre 2 et 23 tonnes selon le nombre de modules URM-1 composant le premier étage (de 1 à 5 modules) : L'A1 (un seul URM-1) peut placer 2 tonnes en orbite basse, l'A3 14,6 tonnes et l'A5 24,5 tonnes. Le deuxième étage des lanceurs Angara réutilise finalement des composants existants, les Briz KM et M, tandis que la coiffe provient des lanceurs Rokot et Proton. Cette nouvelle architecture du lanceur Angara proposée par Khrounitchev, bien qu'elle impose de revoir complètement les spécifications, est approuvée conjointement le 3 septembre 1997 par les Forces spatiales russe et l'Agence spatiale russe.

## Développement

### Un projet ralenti par la crise économique
Bien que l'architecture ait été figée en 1997 et que le projet ait reçu une priorité nationale, le développement du lanceur avance très lentement. La grave crise de l'économie russe a tari les fonds disponibles et selon le constructeur Khrounitchev, le gouvernement ne verse entre 1994 et 2005 que 4% des sommes prévues pour le projet. Une maquette à l'échelle 1 de l'Angara A1 est présentée au salon du Bourget en juin 1999. Un an plus tard les spécifications générales sont figées. Fin 2001, les parties prenantes annoncent que la construction d'un complexe de lancement pour le nouveau lanceur et situé sur le cosmodrome de Plesetsk doit débuter en 2002. À l'époque, le premier vol de l'Angara est prévu en 2003. Mais ce n'est finalement qu'en novembre 2004 que le gouvernement russe sort le décret qui permet de débuter les travaux à Plesetsk. Entre-temps les militaires indiquent qu'ils n'ont pas l'usage de la version légère A1, et demandent que la priorité soit donnée à la version lourde A5, plus complexe à développer. En 2006, Khrounitchev prévoit un premier lancement en 2008 ; cette date atteinte, le lancement est repoussé vers 2011.

### Mise en place de la chaîne de fabrication
La fabrication des premiers composants de l'Angara et l'assemblage final sont réalisés dans les établissements de Khrounitchev situés à Moscou. La chaîne de fabrication du premier étage URM-1 est confiée à la société PO Polyot dans la ville d'Omsk, qui construisait jusque là les lanceurs Cosmos-3M. La fabrication des deux premiers exemplaires du lanceur est officiellement lancée en mars 2011. De son côté le motoriste NPO Energomach, qui a testé pour la première fois en 2001 sur un banc d'essais le moteur RD-191 devant propulser le premier étage du lanceur, a accumulé à cette date 17 000 secondes de fonctionnement. Une version quasi identique au moteur RD-0124, qui propulse le second étage, a déjà volé à quatre reprises sur une fusée Soyouz. Le premier étage complet URM est testé en juillet 2009 sur le banc d'essais de Peresvet près de Moscou. Le premier étage du lanceur sud-coréen KLSV-1 dérivé de l'URM fonctionne parfaitement au cours du premier lancement en août 2009. En mars 2010 le second étage est en cours de préparation pour un tir sur banc d'essais.
Le premier étage du lanceur, sa coiffe et l'étage Briz KM sont construits dans les installations de PO Polyot situées à Omsk. Cette société, qui a fusionné avec Krounitchev en 2007, dispose d'installations industrielles obsolètes qui nécessitent d'importants investissements (3,35 milliards de roubles). Il est prévu que le constructeur y assemble en 2015 60 étages URM permettant la construction de 10 Angara 3.2 et 10 Angara 1.2.

## Caractéristiques techniques

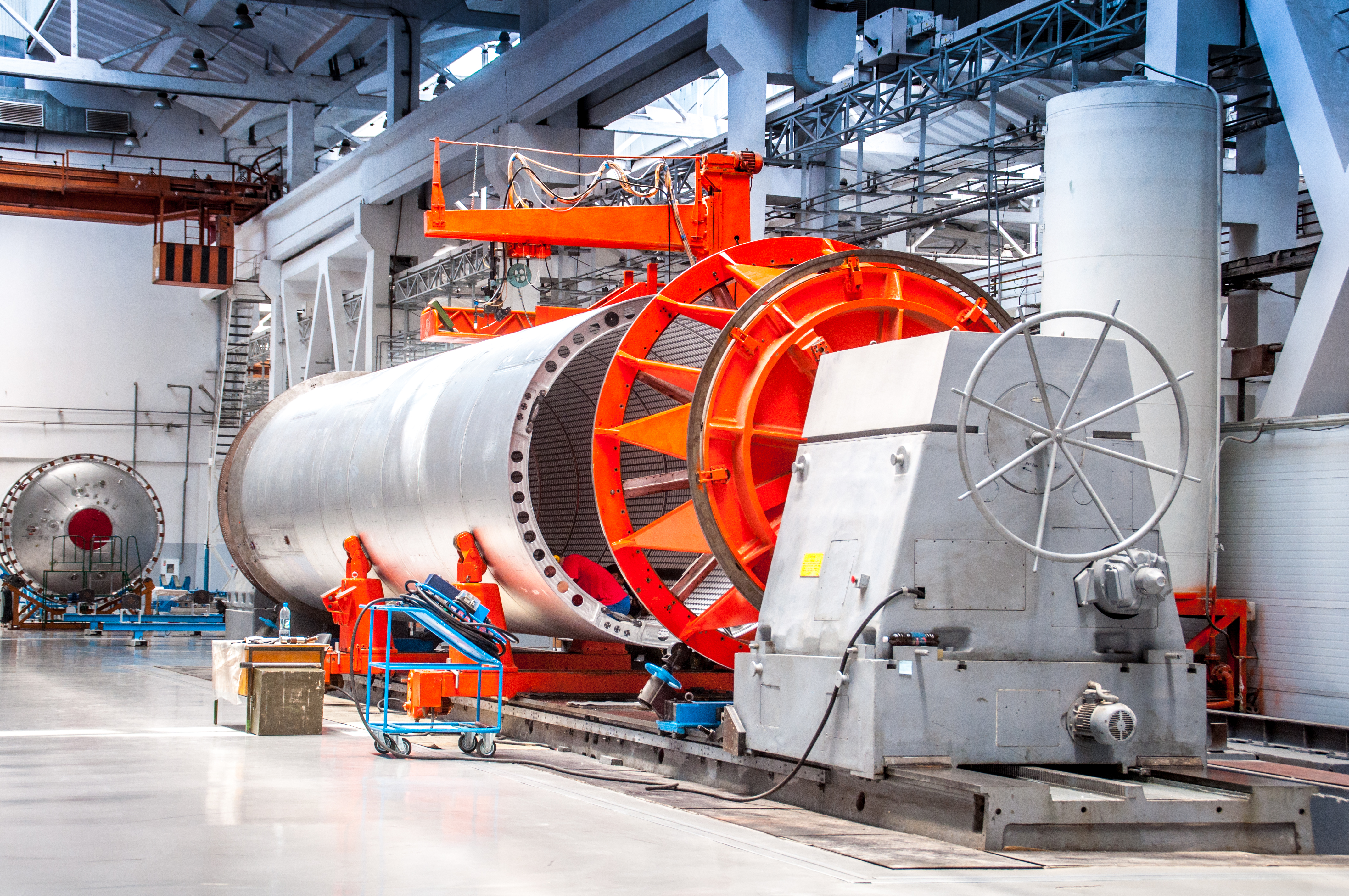
Étage URM en cours de fabrication.

### Le premier étage URM-1

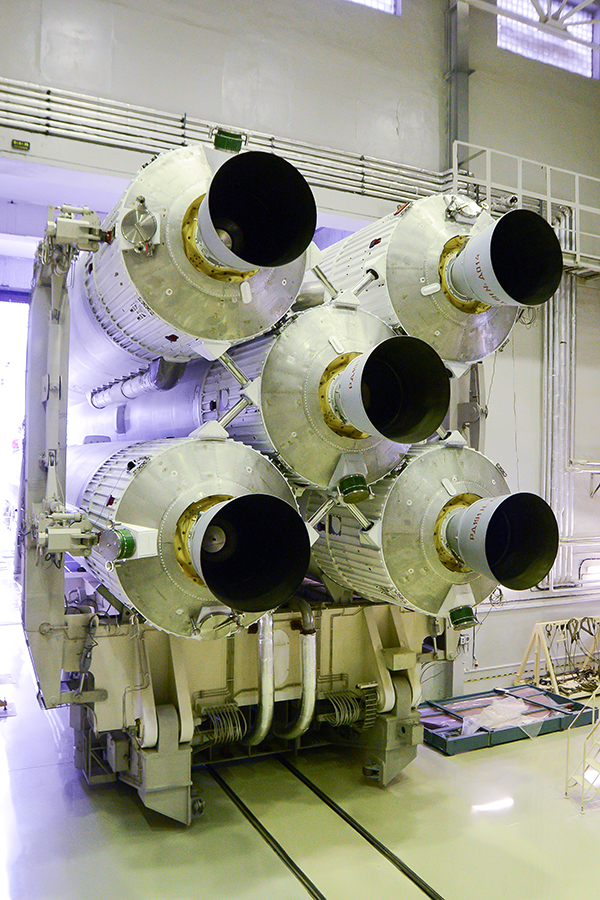
Vue arrière de l'Angara A5 dont le premier étage est composé de 5 URM.

Toutes les versions du lanceur Angara utilisent un premier étage commun : l'URM-1 (Universal Rocket Module) long de plus de 25 mètres pour un diamètre de 2,9 mètres est propulsé par un moteur-fusée RD-191 qui brûle un mélange de kérosène et d'oxygène liquide. Ce moteur est dérivé du RD-171 développé pour équiper les propulseurs d'appoint de la fusée russe Energia. Le RD-171 (poussée de 755 tonnes au sol) comportait deux générateurs de gaz chacun associé à une turbine et une turbopompe unique alimentant en tout quatre chambres de combustion et quatre tuyères. Une version à deux chambres de combustion, le RD-180 (382 tonnes de poussée au sol) a été développée à partir du RD-171 pour propulser l'Atlas V avec des résultats très satisfaisants. Le RD-191 (poussée 198 tonnes au sol), qui est dérivé des modèles précédents, ne comporte plus qu'une chambre à combustion, un générateur de gaz et une turbopompe. Du fait de la simplicité de son architecture, il devrait donc être encore plus fiable que le RD-180. Pour couvrir la gamme de puissance demandée, le premier étage est constitué de 1 à 5 URM.

### Le deuxième étage URM-2
Le deuxième étage URM-2 est une évolution de l'étage Bloc I du lanceur Soyouz 2. Le moteur RD-0124A d'une poussée de 29,5 tonnes, qui est utilisé de manière opérationnelle depuis 2001, brûle comme le premier étage un mélange de kérosène et d'oxygène liquide. L'étage mis en œuvre par l'Angara, long de 6,8 mètres pour un diamètre de 3,6 mètres, pèse 40 tonnes contre 30 tonnes pour la version utilisée sur le Soyouz. Cet étage n'est pas réallumable. La version légère A1-2 du lanceur Angara doit être équipée d'un étage URM-2 au diamètre plus faible (2,9 mètres) identique à celui du premier étage. Une version radicalement différente URM-2V est prévue pour l'Angara A5V ; cette version fonctionnera à l'hydrogène et nécessitera des infrastructures spécifiques à Vostochny.

### Le dernier étage: Briz M, Orion ou KVTK

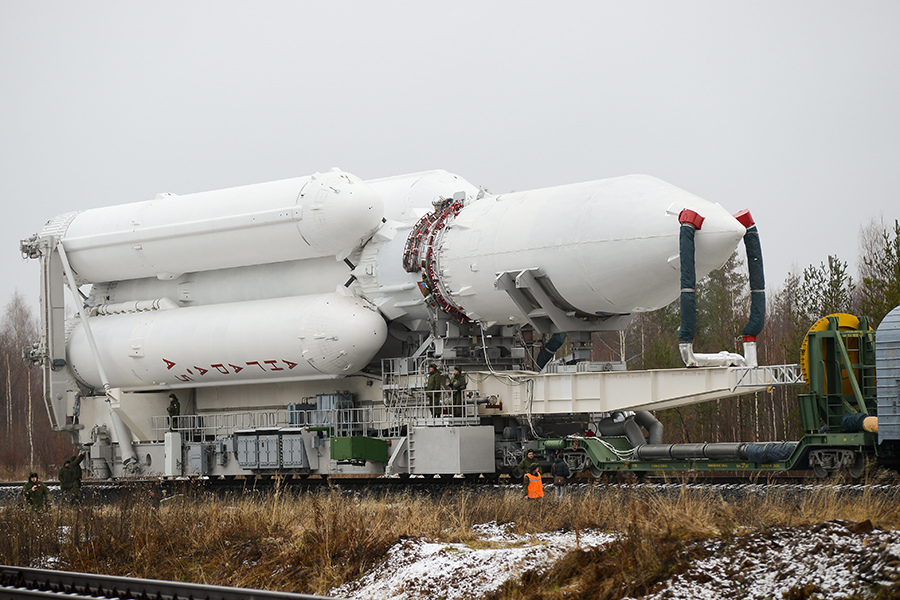
Angara A5 sur son wagon transporteur à Plesetsk.

L'Angara utilise pour son 3e étage un des 3 modèles suivants :
- Le Briz M est un étage développé pour le lanceur Proton M et qui dérive du Briz KM utilisé sur le lanceur Rokot. Il est propulsé par un moteur S5.92 développé en 1978 pour équiper les étages supérieurs des fusées chargées de lancer les sondes spatiales comme Venera 15, Phobos 1 et Mars 96. Le moteur consomme un mélange d'UDMH et de peroxyde d'azote hypergoliques et fournit une poussée modulable comprise entre 1,4  et   1,96 tonne. Ce moteur très léger peut être réallumé 8 fois et fonctionner durant 2 000 secondes. Cet étage permet de placer plusieurs satellites sur des orbites différentes. Il comporte un réservoir toroïdal qui entoure le réservoir central et qui est largué une fois vidé. Ce réservoir permet de transporter en tout 14,6 tonnes de carburant contre 5 t pour le Briz KM. L'étage peut être utilisé jusqu'à 24 heures après le lancement. Une version spéciale Briz L est à l'étude pour l'Angara A5V.
- L'Orion est une version de l'étage lourd Bloc DM-03 déjà en service sur le lanceur Proton-M. À l'origine conçu dans les années 1960 pour le lanceur N-1 du programme lunaire habité soviétique, cet étage a été adapté au fil des années à divers lanceurs tels que Zenit et Proton-K. Il bénéficie d'une masse réduite grâce au passage de son avionique de l'analogique au numérique, une structure simplifiée et l'utilisation de matériaux composites.
- Le KVTK (en) est propulsé par le RD-0146D, un des rares moteurs-fusées russes brûlant un mélange d'oxygène et d'hydrogène. Un moteur similaire, le RD-056 a été vendu à 7 exemplaires à l'Inde pour équiper le dernier étage de son lanceur GSLV en attendant le développement d'un engin de construction locale. Cet engin lourd et performant fournit une poussée de 10,3 tonnes qui permet de bien meilleures performances que le Briz M pour la mise en orbite géostationnaire. Le moteur peut être réallumé 5 fois. L'étage entier, long de 9 mètres et d'un diamètre de 4,5 mètres, pèse 22,7 tonnes pour une masse à vide de 3,7 tonnes.

## Les versions du lanceur

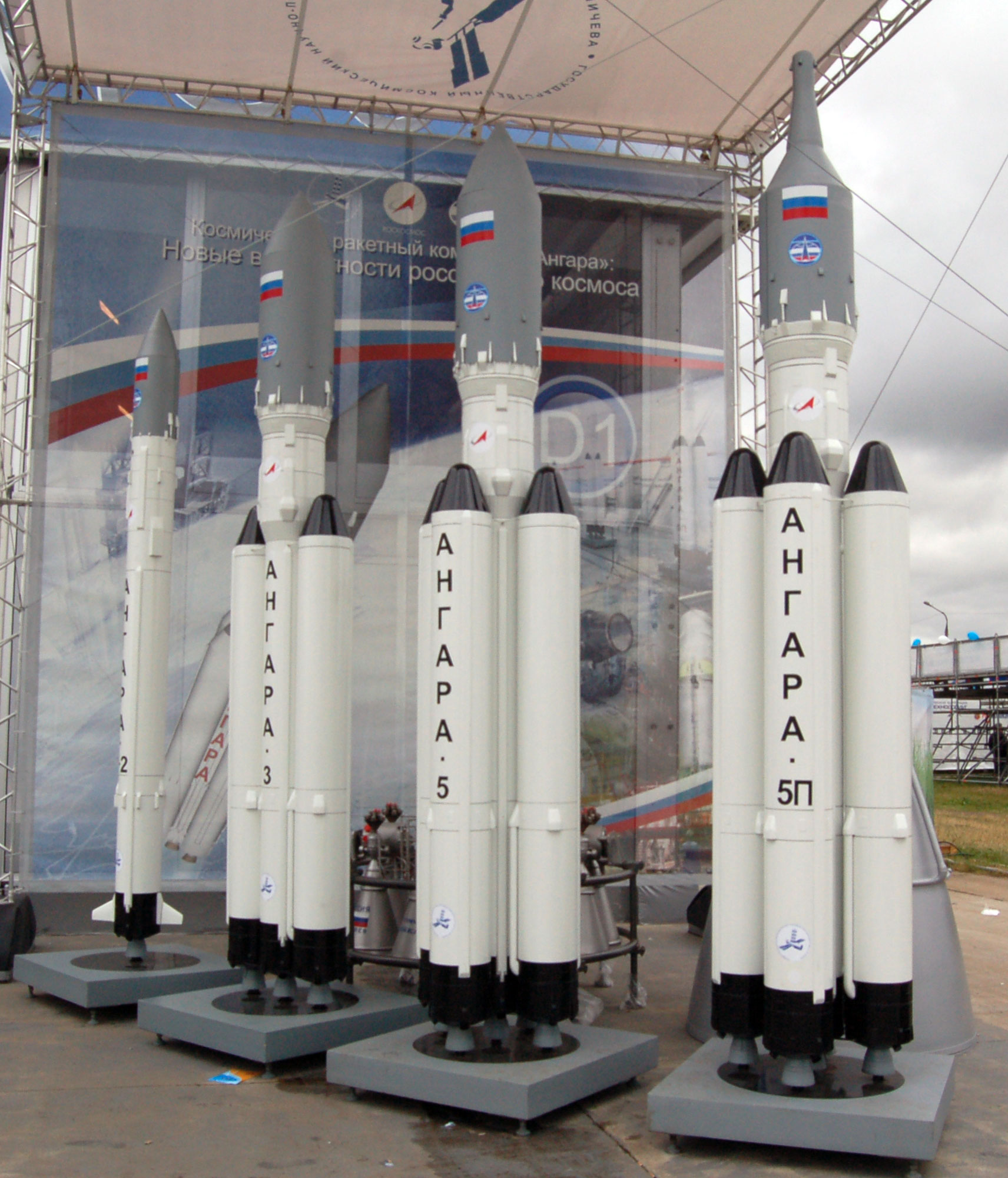
Maquettes des différentes versions du lanceur Angara, exposées au Salon international aérospatial de Moscou en 2009.

Krounitchev prévoit de développer plusieurs versions de lanceur qui utilisent un ou plusieurs modules URM-1 comme premier étage. Celui-ci est propulsé par un moteur RD-191M de 196 tonnes de poussée, brûlant un mélange de kérosène et d'oxygène liquide. Tous les lanceurs Angara disposent d'une électronique digitale pour réaliser guidage et de navigation entièrement[pas clair] et, contrairement aux autres lanceurs russes, ils fonctionnent de manière complètement autonome après leur lancement.
- L'Angara 1.2 conserve un unique URM-1 comme premier étage mais utilise le second étage URM-2 constitué du Bloc I modernisé du lanceur Soyouz 2 propulsé par un moteur RD-0124A de 30 tonnes de poussée. Pour cette version de l'Angara, le diamètre de l'URM-2 est ramené de 3,6 à 2,9 mètres. Ce lanceur doit pouvoir mettre en orbite une charge de 3,7 tonnes. La coiffe est également celle du Soyouz 2[7].

- L'Angara A5 est un lanceur lourd qui utilise  étages URM comme premier étage qui sont tous allumés au sol d'une manière analogue à ce qui se fait pour le lanceur Delta IV Heavy. La poussée du URM central est abaissée au cours du vol pour limiter l'accélération. L'étage central peut ainsi fonctionner 89 secondes de plus que les deux étages qui le flanquent. Le deuxième étage est l'URM-2. Deux types de troisième étage peuvent être utilisés : le Briz KM léger ou l'étage Bloc DM lourd tous les deux mis en œuvre actuellement par le lanceur Proton. Le lanceur qui pèse 478 tonnes peut placer 14,6 tonnes en orbite basse[7]. Mais dans la version de base ces étages, manquant de puissance, ne sont pas optimisés pour ce lanceur d'une masse de 773 tonnes capable de placer 24,5 tonnes en orbite basse[7]. Pour y remédier, une version améliorée A5M avec des URM plus légers aux moteurs plus puissants, ainsi que la A5V dotée d'un nouvel étage supérieur fonctionnant à l'hydrogène sont prévues pour l'horizon 2030.

L'Angara 1.1 était la version la moins puissante prévue initialement, mais elle été abandonnée en cours de conception car surdimensionnée compte tenu de ses performances réduites (2 tonnes en orbite basse). Le premier étage est constitué d'un unique URM-1. Le deuxième étage, un Briz KM de 6 tonnes de poussée, et la coiffe proviennent du lanceur Rokot. Ce lanceur devait être utilisé pour toutes les petites charges utiles russes lancées aujourd'hui par le lanceur Cosmos (charge utile 1 t) qui doit être retiré du service.
De même, Angara A3 était une version de puissance intermédiaire entre la A1.2 et la A5 qui devait utiliser 3 étages URM, mais elle a été également abandonnée avant de voir le jour car jugée alors trop chère pour son rôle (lancement de la future capsule habitée PTK NP). Après avoir un temps considéré la fusée Soyouz-5, la décision finalement prise est de lancer la capsule sur une version spéciale de l'Angara A5 (version A5P "Pilotée"), l'autre lanceur n'étant pas disponible. 
Des versions plus lourdes, les Angara A7, comportant 7 étages URM et capables de placer jusqu'à 40 tonnes en orbite basse, ont été envisagées mais ne font pas l'objet aujourd'hui de développement. Le pas de tir en construction pour les lanceurs Angara ne permet pas de lancer les Angara A7.
| Version                                                                   | Version            | Angara 1.1      | Angara 1.2           | Angara A3       | Angara A5       | Angara A5V      | Angara A5/KVTK  | Angara A7P      | Angara A7V      |
| ------------------------------------------------------------------------- | ------------------ | --------------- | -------------------- | --------------- | --------------- | --------------- | --------------- | --------------- | --------------- |
| Premier étage                                                             | Premier étage      | 1xURM-1, RD-191 | 1xURM-1, RD-191      | 3xURM-1, RD-191 | 5xURM-1, RD-191 | 5xURM-1, RD-191 | 5xURM-1, RD-191 | 7xURM-1, RD-191 | 7xURM-1, RD-191 |
| Deuxième étage                                                            | Deuxième étage     | Briz-KM         | ∅=2,9 m, RD-0124A    | URM-2, RD-0124A | URM-2, RD-0124A | URM-2V, RD-0150 | URM-2, RD-0124A |                 |                 |
| Troisième étage                                                           | Troisième étage    | -               | Agrégat : 4 x 11D458 | Briz-M          | Briz-M/Orion    | Briz-L/Orion    | KVTK            | ?               | ?               |
| Poussée au sol                                                            | Poussée au sol     | 196 t           | 196 t                | 588 t           | 980 t           | 980 t           | 980 t           | 1 372 t         | 1 372 t         |
| Masse au décollage                                                        | Masse au décollage | 149 t           | 171,5 t              | 478 t           | 773 t           | 820 t           | 790 t           | 1 125 t         | 1 184 t         |
| Hauteur maximale                                                          | Hauteur maximale   | 34,9 m          | 42,2 m               | 45,8 m          | 55,4 m          | 70 m            | 64 m            | ?               | ?               |
| Charge utile                                                              | LEO                | 2 t             | 3,8 t                | 14,6 t          | 24,5 t          | 37.5 t          | 24,5 t          | 36 t            | 40,5 t          |
| Charge utile                                                              | GTO                | -               | -                    | 2,4 t           | 5,4 t           | 13 t            | 6,6 t           | -               | -               |
| Charge utile                                                              | GEO                | -               | -                    | -               | 2,8 t           | 8 t             | 4 t             | 7,5 t           | -               |
| Les charges utiles indiquées correspondent à un lancement depuis Plesetsk |                    |                 |                      |                 |                 |                 |                 |                 |                 |

## Les installations de lancement
Deux pas de tir sont construits : le premier, opérationnel depuis 2014, se trouve sur la base de lancement de Plesetsk, le second, opérationnel depuis 2024, au Cosmodrome Vostotchny en Sibérie orientale, non loin de la frontière avec la Chine. Le transport du lanceur depuis l'usine implantée dans l'agglomération de Moscou se fait par rail pour les tirs effectués depuis Plesetsk. Pour Vostotchny, le transport des composants du lanceur jusqu'à ce site se fait par voie aérienne, car il est extrêmement éloigné du centre moscovite, et le gabarit des liaisons ferroviaires dans cette région ne permet pas le transport de colis aussi volumineux.
Conformément à ce qui est pratiqué habituellement en Russie, le lanceur Angara est assemblé en position horizontale dans le bâtiment d'assemblage puis transporté sur un wagon érecteur circulant sur une voie reliant celui-ci au pas de tir. Il est alors érigé en position verticale et le plein d'ergols est effectué.

### Le pas de tir de Plesetsk
Le lanceur Angara a été développé pour être tiré depuis la base de lancement militaire russe de Plesetsk. La construction des installations de lancement destinées au nouveau lanceur a longtemps été freinée par l'absence de moyens financiers. Le gros œuvre devrait être achevé fin 2010.

Pas de tir à Plessetsk
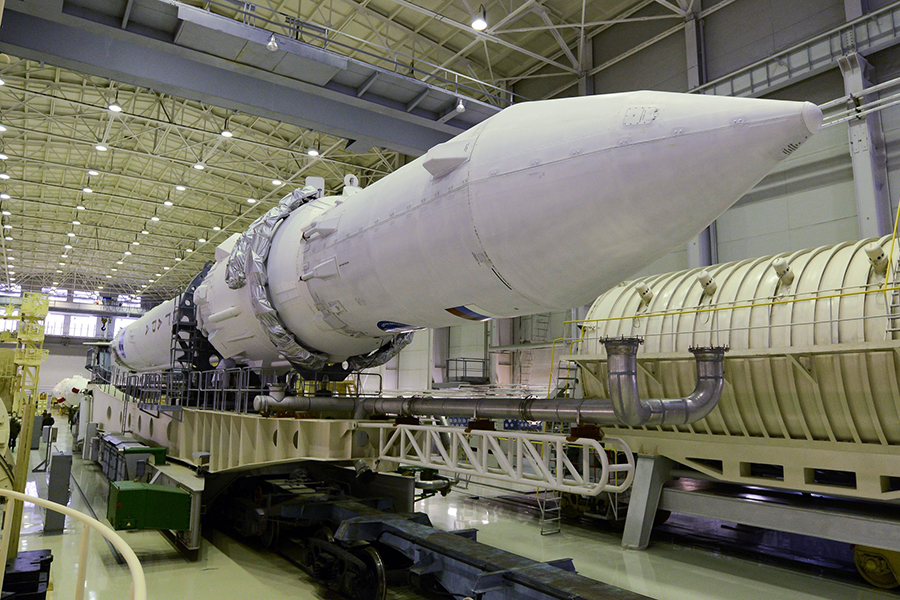
Angara A1 dans le bâtiment d'assemblage.
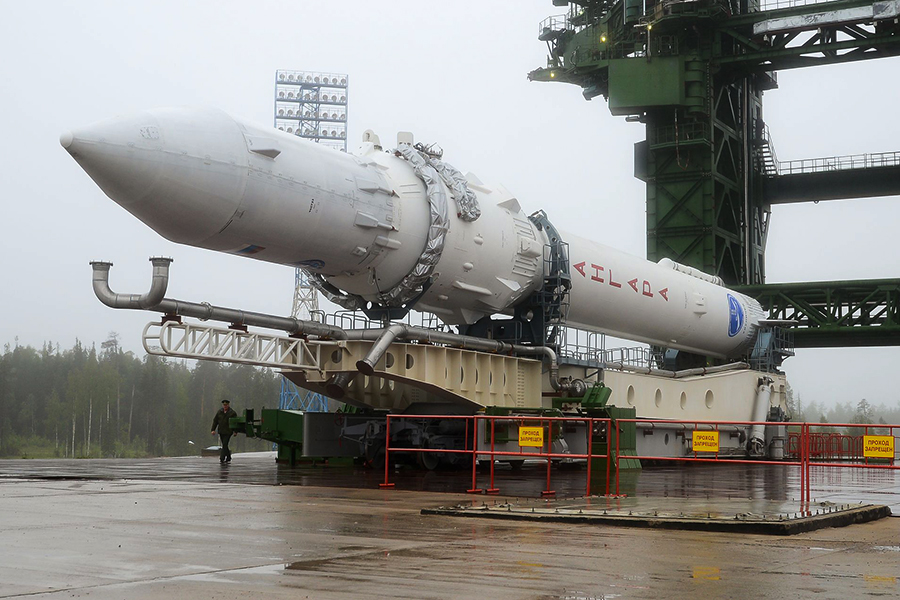
Angara A1 sur son wagon transporteur.
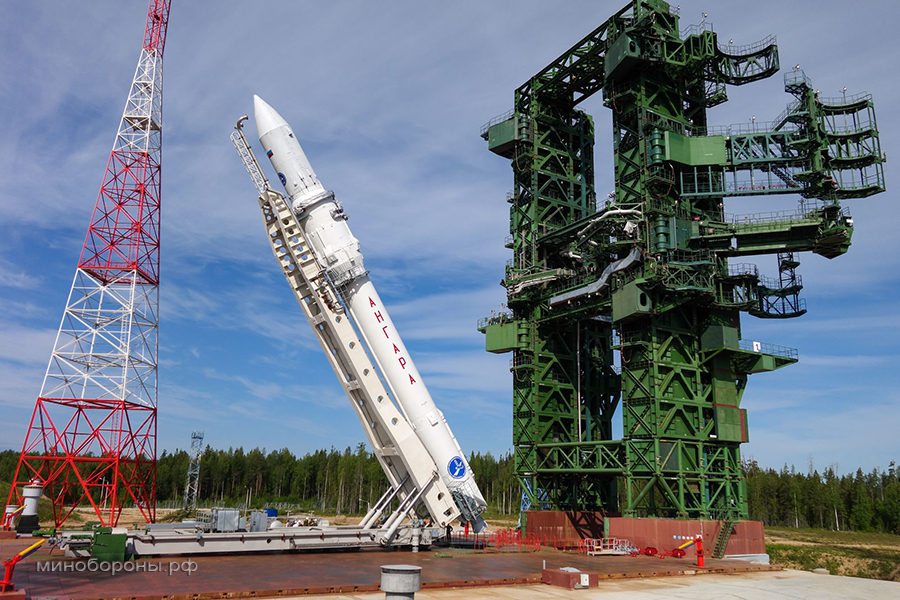
L'Angara A1 est placé en position verticale sur le pas tir par le bras érecteur

### Les pas de tir de Vostotchny
Il était envisagé dans les années 1990 de lancer la fusée Angara depuis la base de lancement de Svobodny dans l'Extrême-Orient russe, mais ce projet est resté dans les cartons faute de moyens financiers. En 2004, la Russie et le Kazakhstan ont signé un accord pour la construction d'un pas de tir destiné à la version lourde de l'Angara sur le site de Baiterek à Baïkonour (Kazakhstan) ; Baïkonour sert en effet alors de base de lancement pour les Proton qui placent en orbite géostationnaire les satellites de télécommunications et qui doivent être remplacés par la version lourde de l'Angara. Mais ce projet, conditionné par la qualité des relations entre les deux pays, est resté au point mort jusqu'en 2011.
À la suite de l'annulation du développement du lanceur Rus-M qui devait être tiré depuis Baïkonour, Roscosmos décide de relancer la construction d'un pas de tir à Svobodny, sur un nouveau cosmodrome, nommé Vostotchny. Le Vice-Premier ministre Dmitry Rogozin annonce à l'époque que le lancement de la version légère de l'Angara depuis le nouveau site est même annoncé dès 2015. Le premier tir de la version lourde A5, qui peut placer 26 tonnes en orbite base depuis Vostotchny contre 18 tonnes depuis Plesetsk, est annoncé alors pour 2018. Les travaux démarrent au début des années 2010 et l'achèvement planifié initialement en 2018 a finalement lieu en 2024. Après avoir un temps considéré la construction d'un second pas de tir pour les vols habités et la variante A5V (nécessitant un approvisionnement en hydrogène), la solution finalement retenue est une modification du pas de tir existant à l'horizon 2030.

## Qualification du lanceur en vol

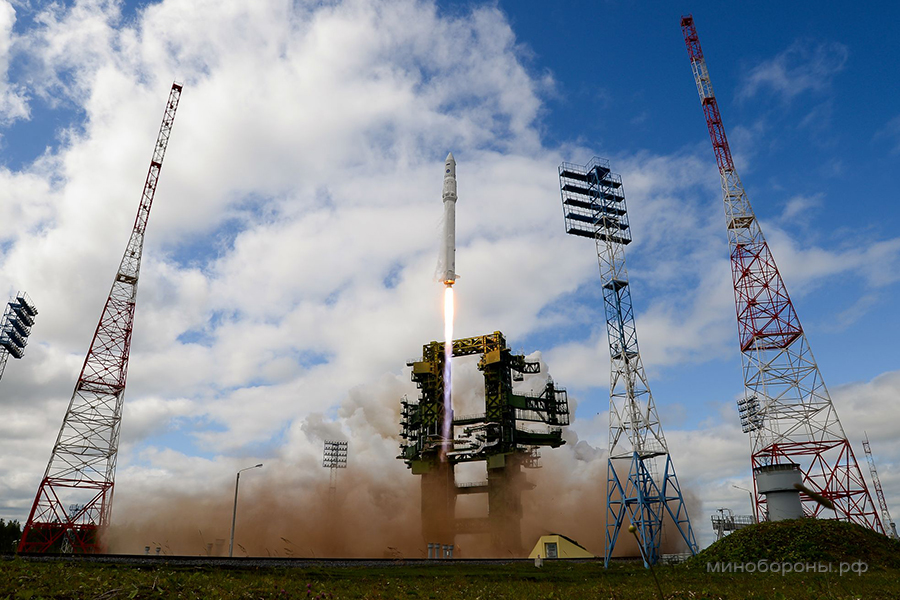
Décollage de l'Angara A1 pour le vol inaugural de 2014

Le premier lancement qui, en 2006, était planifié en 2010/2011, a été reporté à plusieurs reprises,.

### Vol suborbital de la version Angara A1.2 (juillet 2014)
Le premier vol d'un lanceur de la famille Angara a lieu le 9 juillet 2014. Le lanceur a été tiré depuis le pas de tir 35 de la base de lancement de Plesetsk. Les responsables russes ont choisi de lancer la version légère Angara 1.2 avec le premier étage URM-1 associé à un deuxième étage URM-2 emprunté aux versions plus lourdes au lieu de l'étage à diamètre réduit prévu. Cette configuration atypique permet de tester les deux étages développés pour le lanceur A5 au cours du même vol, mais elle est trop lourde pour permettre une mise en orbite. Aussi le lanceur, qui transporte une charge utile fictive, ne peut effectuer qu'un vol surborbital. Après une première tentative de décollage interrompue quelques secondes avant le décollage, le lanceur décolle le 19 juillet. Le vol, qui dure 21 minutes, se déroule de manière nominale. La maquette qui tient lieu de charge utile s'écrase comme prévu dans la region de Koura (presqu'ile de Kamtchatka) à 5 700 kilomètres de la base de lancement,.

### Premier vol de la version Angara A5 (décembre 2014)

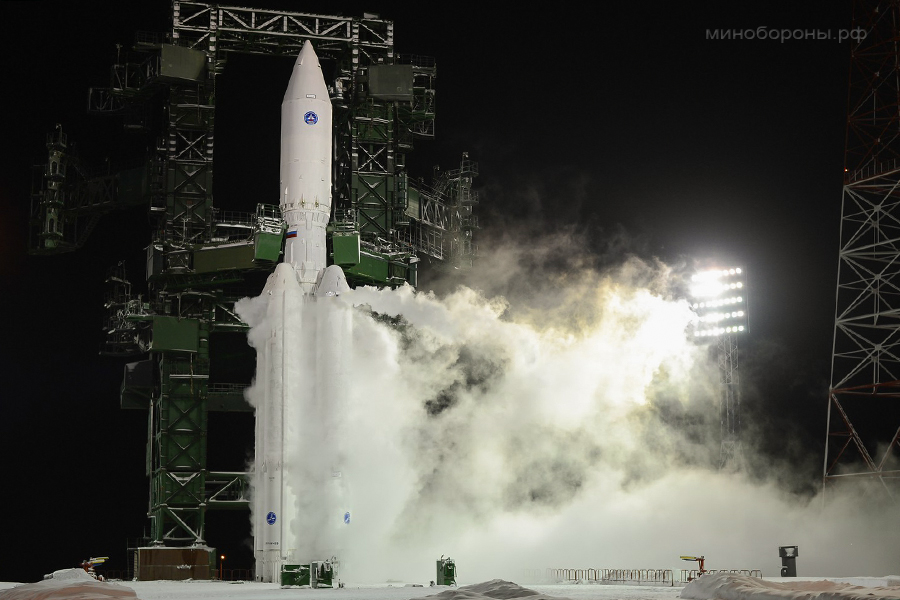
Décollage de l'Angara A5 (vol inaugural de 2014).

Le premier vol de la version Angara A5 a lieu le 23 décembre 2014 depuis le cosmodrome de Plesetsk, dans l'oblast d'Arkhangelsk. Le lanceur dont le troisième étage est de type Briz-M a pour mission de placer en orbite haute le prototype des futurs satellites que le lanceur transportera.

### Troisième et dernier vol de qualification (décembre 2020)
Le troisième vol de qualification est programmé initialement en 2016. Dès 2014, PO Polyot commence à fabriquer les premiers modules URM-1 de la troisième Angara. Toutefois l'entreprise rencontre une série de problèmes sur les chaines de fabrication qui repoussent de plusieurs années ce troisième vol. Ce n'est qu'en septembre 2018 que le cinquième module URM-1 quitte l'usine d'Omsk pour les tests et l'assemblage dans l'usine de Khrounitchev à Moscou. Pour ce dernier vol de qualification, que les responsables russes prévoient en 2019, une charge utile opérationnelle doit être lancée.

### Déploiement de l'Angara A5 opérationnel
Les fusées Angara doivent progressivement remplacer le lanceur Proton, utilisé jusqu'alors pour toutes les charges utiles lourdes du programme spatial russe, ainsi que pour le lancement de satellites de télécommunications commerciaux étrangers à un rythme élevé - bien que fortement déclinant depuis l'apparition du lanceur américain Falcon 9 sur le marché et l'Invasion de l'Ukraine par la Russie. Après le deuxième vol de programmé en 2020 pour achever la qualification de l'A5, sa production en série est lancée. Le nouveau lanceur se substituera progressivement à la fusée Proton.

## Historique des vols
Tableau mis à jour le 17 septembre 2024.
| N° | Version/ Étage supérieur | Date (UTC)       | Base de lancement    | Charge utile                                            | Masse    | Orbite                 | Statut        | Notes |
| -- | ------------------------ | ---------------- | -------------------- | ------------------------------------------------------- | -------- | ---------------------- | ------------- | --- |
| 1  | Angara-1.2pp Aucun       | 09/07/2014 12h00 | Site 35/1 Plesetsk   | Maquette                                                | 1 430 kg | Suborbital             | Succès        | Premier vol d'Angara                                                                                          |
| 2  | Angara A5 Briz M         | 23/12/2014 05h57 | Site 35/1 Plesetsk   | Maquette MGM n°1                                        | 2 000 kg | Orbite basse           | Succès        | Premier vol orbital d'Angara. Premier vol d'Angara A5. La charge de test ne s'est pas séparée de l'étage Briz |
| 3  | Angara A5 Briz M         | 14/12/2020 05h50 | Site 35/1 Plesetsk   | Maquette MGM n°2                                        | 2 400 kg | Orbite géostationnaire | Succès        | Deuxième vol orbital d'Angara                                                                                 |
| 4  | Angara A5 Orion          | 27/12/2021 19h00 | Site 35/1 Plesetsk   | Maquette MGM n°3                                        | 5 400 kg | Orbite géostationnaire | Échec partiel | Dernier vol de qualification Premier vol de l'étage Perseï                                                    |
| 5  | Angara 1.2               | 29/04/2022       | Site 35/1 Plesetsk   | MKA-R (?) Cosmos-2555                                   | ? kg     | Orbite héliosynchrone  | Succès        | Premier vol commercial Satellite radar probablement                                                           |
| 6  | Angara 1.2               | 15/10/2022       | Site 35/1 Plesetsk   | EO MKA Cosmos 2560                                      | ? kg     | Orbite héliosynchrone  | Succès        | |
| 7  | Angara A5 Orion          | 11/04/2024       | Site 35/1 Vostotchny | Simulateur de masse (GEO) + Gagarinets (CubeSat en LEO) | ? kg     | Orbite géostationnaire | Succès        | Premier vol depuis Vostotchny.                                                                                |
| 6  | Angara 1.2               | 17/09/2024       | Site 35/1 Plesetsk   | Cosmos-2577 Cosmos-2578                                 | ? kg     | Orbite héliosynchrone  | Succès        | |

## Les lanceurs dérivés de l'Angara

### Le Korea Space Launch Vehicle (KSLV-1)
Le Korea Space Launch Vehicle-1 est un lanceur sud-coréen bi-étages développé avec l'aide de la Russie, et dont le premier étage est basé sur celui de la fusée Angara mais avec des performances moins élevées. Il est propulsé par un moteur russe RD-151 doté de quatre chambres de combustion qui développe une poussée de 167 tonnes. Deux lancements ont eu lieu en août 2009 et juin 2010. Ce véhicule a réalisé son premier vol le 25 août 2009, sans succès, alors que le premier étage a fonctionné correctement. Le second lancement a eu lieu le 10 juin 2010, aboutissant à un échec du fait de la perte du contact avec la fusée 136 secondes après son décollage, sans qu'il apparaisse de consensus sur les causes de la défaillance. À chaque fois, le lanceur n'est pas parvenu à placer sa charge en orbite mais le premier étage a dans les deux cas été mis hors de cause. Le troisième vol, le 10 janvier 2013, fut un succès et atteint son orbite. Ce lanceur doit être remplacé par la suite par une fusée de construction sud-coréenne.

## Autres versions proposées

### Le lanceur partiellement réutilisable Baïkal

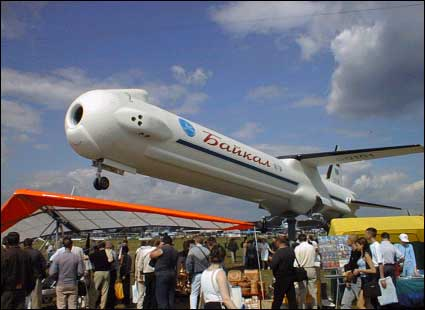
Maquette du lanceur Baïkal lors du salon du Bourget en 2001.

En 2001, Krounitchev a proposé de développer une version réutilisable du premier étage de son lanceur Baïkal. Après son largage par le lanceur à une altitude 75 km, une aile située sur le flanc du réservoir pivote de 90° et l'étage entame la descente vers un aéroport. L'étage est transformé en avion grâce à un moteur à réaction placé dans la partie supérieure de l'étage, qui puise le kérosène dans le réservoir utilisé par la fusée durant son ascension. La prise d'air est située à l'extrémité de l'étage et les gaz brûlés sont rejetés via une sortie faisant saillie sur le flanc de l'étage. Le projet, qui avait donné lieu à la construction de maquettes à l'échelle et d'essais dans des souffleries, est en sommeil, même si les ingénieurs de Krounitchev l'évoquaient en 2008 comme une évolution future du lanceur. Le 4 juin 2018 le Fund for Prospective Research en collaboration avec Roskosmos et l'United Aviation Developpement Corporation ont annoncé que le concept était retenu pour le développement d'un nouveau lanceur léger réutilisable.

### L'Angara 100
En 2005, le constructeur a proposé une nouvelle version de la famille Angara baptisé Angara-100 permettant de placer 100 tonnes en orbite basse. Cette proposition était une réponse à la relance du projet de programme spatial habité américain vers la Lune annoncé par la Vision for Space Exploration du président George Bush.